# Vases lotiformes au Metropolitan Museum of Art
 (avril 2023).
Les vases lotiformes au Metropolitan Museum of Art sont dans la collection de vases et de calices en faïence bleue de l'Égypte ancienne au Metropolitan Museum of Art.
Ces vases, dont l'état varie entre des œuvres complètes et des fragments, sont datés de la Troisième Période intermédiaire de l'Égypte antique,,.

## Description
La faïence égyptienne (par opposition à la faïence moderne) était fabriquée à partir de faïence cuite colorée avec une glaçure. Ce style artistique était populaire au cours de la Troisième Période intermédiaire de l'Égypte antique. Le bleu-vert, la couleur la plus populaire de la faïence, était obtenu grâce à l'utilisation d'une glaçure à base de quartz et de calcite. Les potiers égyptiens fabriquaient des vases, des calices et des bols en relief. De nombreux objets représentaient des roseaux, des lotus, des rivières, des animaux aquatiques et des personnes, probablement parce que la couleur bleu-vert de la glaçure était associée à l'eau,,.

### Calice lotiforme
Le calice lotiforme (vers 945-664 avant notre ère) est un calice en relief en faïence. Les images gravées sur le calice représentent des poissons, des touffes de papyrus et des fleurs de lotus. Il est possible que ces images illustrent les légendes entourant la crue du Nil, un événement qui revêtait une grande importance économique et spirituelle pour les anciens Égyptiens,.

### Calice lotiforme reconstitué

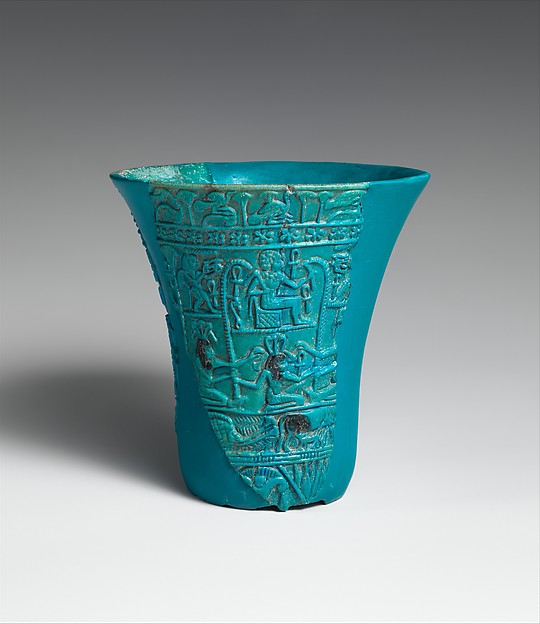
Calice lotiforme reconstitué à partir de fragments de poterie.

Reconstitué à partir de fragments de poterie, un second calice lotiforme de la collection du Metropolitan Museum of Art représente une scène dans laquelle le dieu Hâpi offre à un souverain égyptien des branches de palmier et un sceptre. Ces cadeaux (qui prennent la forme d'ânkhs) sont censés apporter chance et longévité au destinataire.

### Fragments

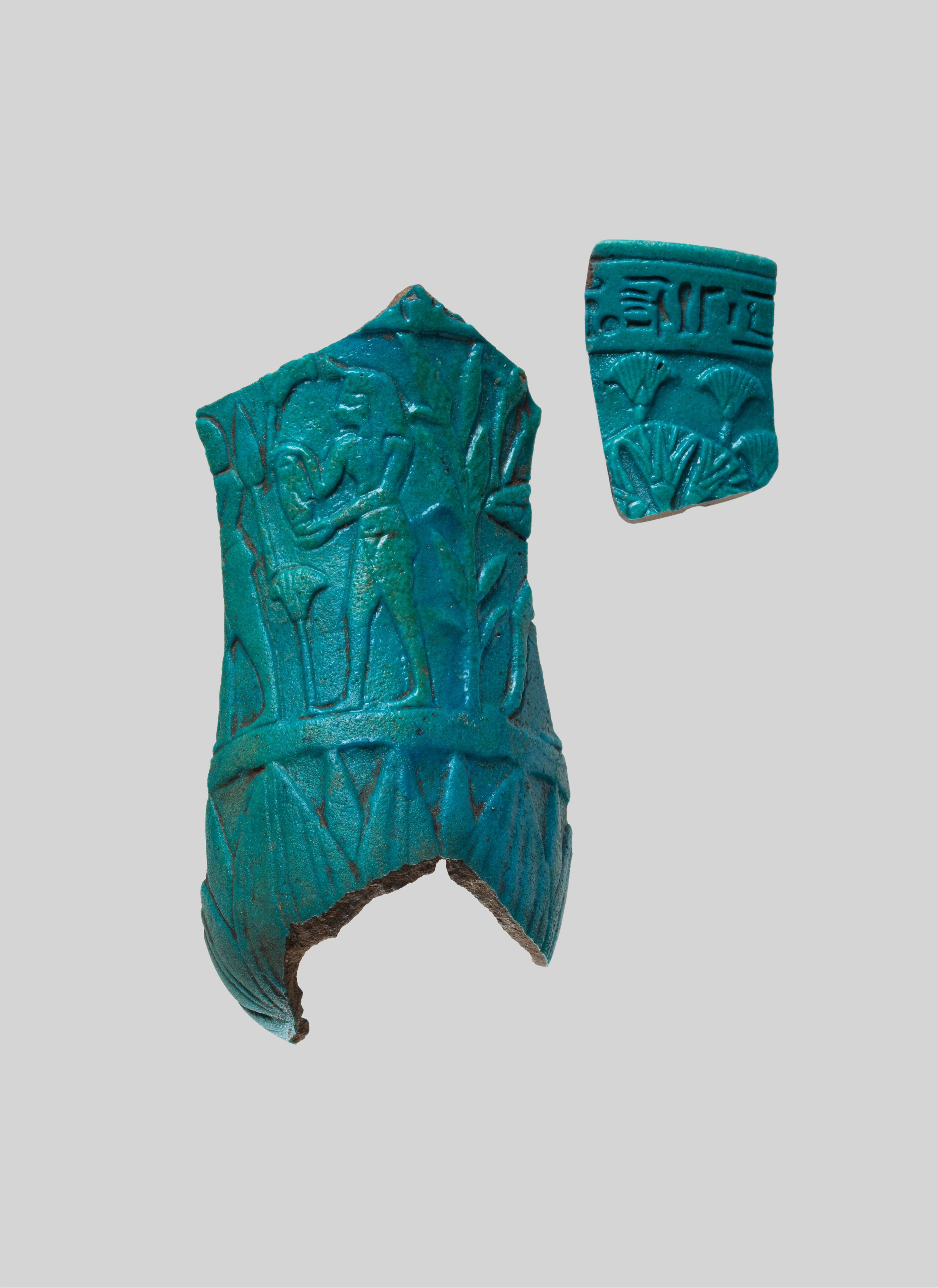
Fragments de calice en relief avec inscription, vers 945-712 avant notre ère.

Le Metropolitan Museum of Art conserve également plusieurs fragments de poterie égyptienne en faïence datés entre 945 et 712 avant notre ère,.

## Galerie

Divers vases lotiformes dans la collection du Metropolitan Museum of Art
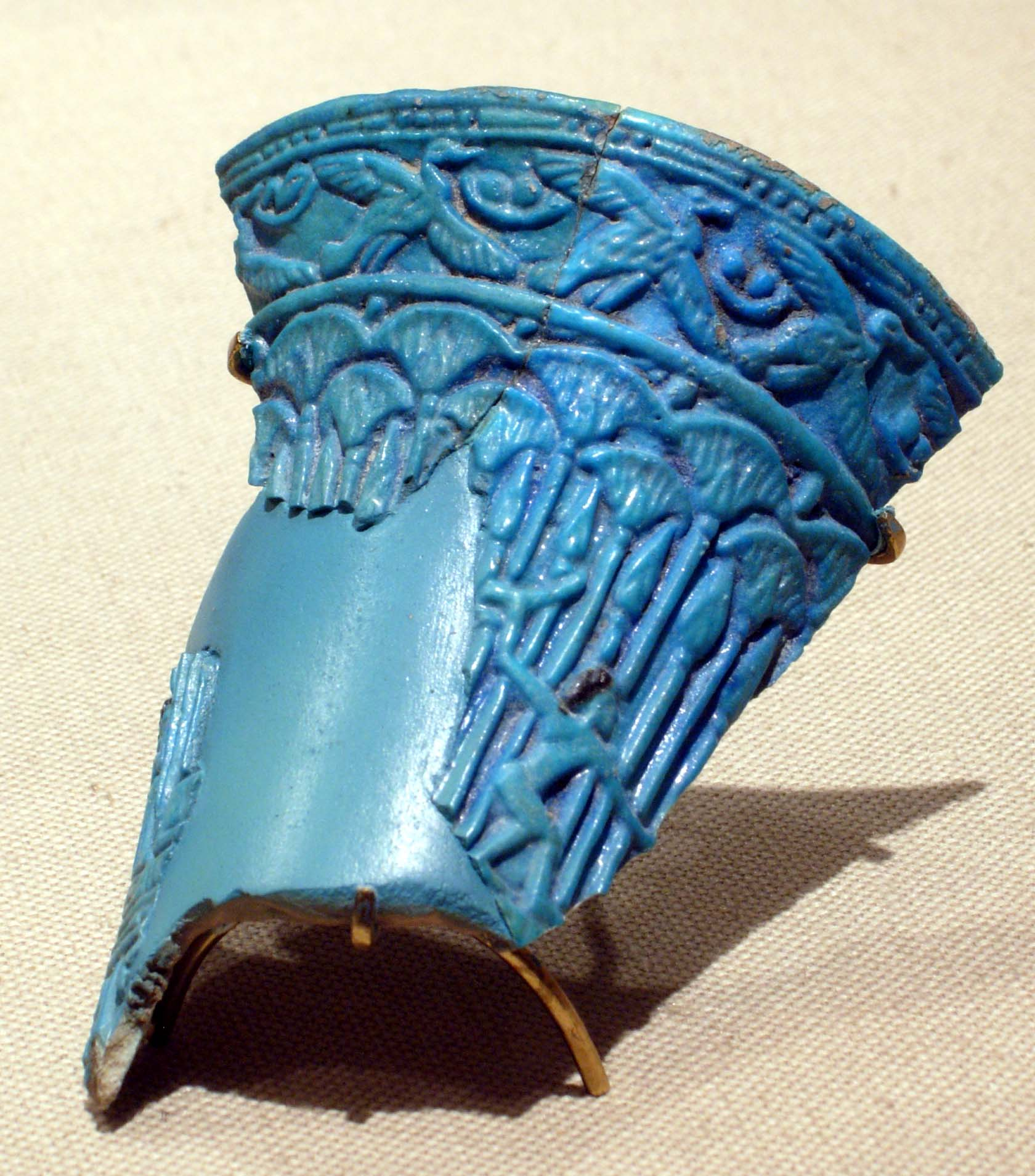
Fragment de calice, vers 1070-664 avant notre ère.
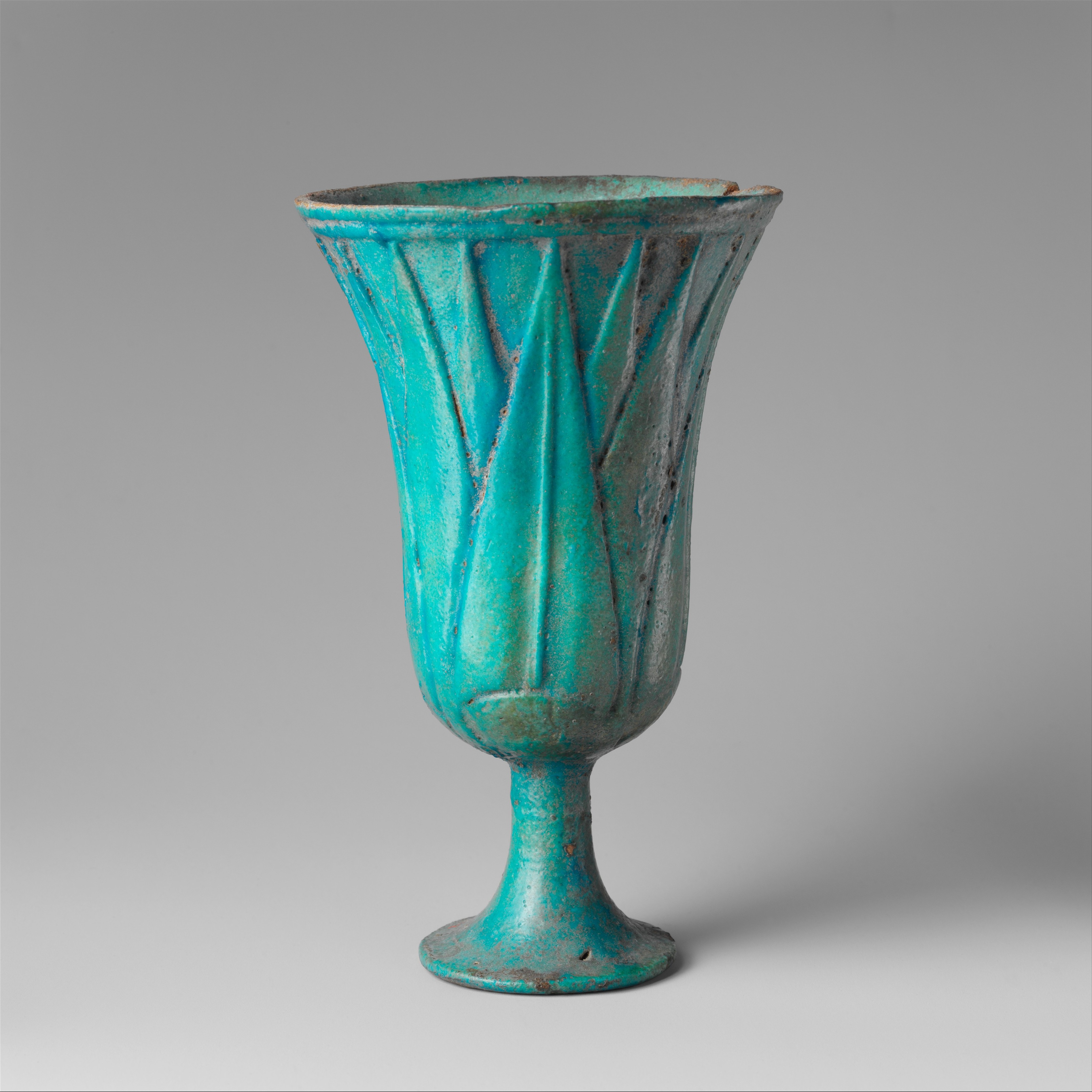
Coupe, vers 1295-1185 avant notre ère.
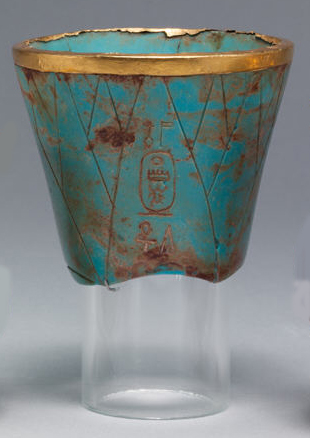
Coupe, vers 1479–1425 avant notre ère.
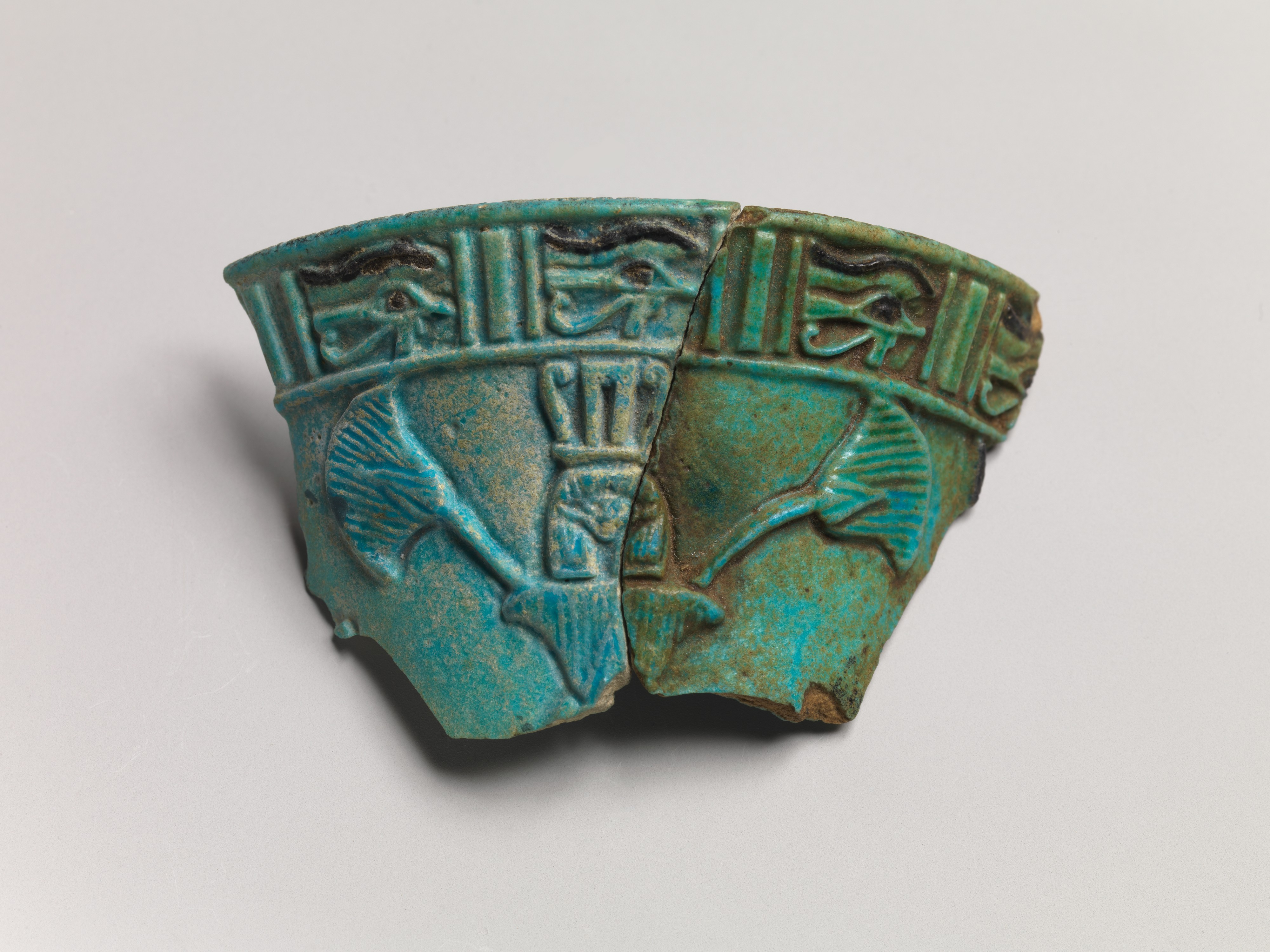
Fragment de calice en relief, vers 1070-712 avant notre ère.